# Burn-in
Burn-in (qualcosa di simile al rodaggio per le parti meccaniche) è il processo al quale sono sottoposti i componenti di un sistema prima di essere messi in servizio (e, spesso, prima che il sistema sia stato assemblato completamente con quei componenti).
L'intenzione è di individuare quei particolari componenti che si guasterebbero a seguito della cosiddetta mortalità infantile, ovvero, durante la parte iniziale, ad alto tasso di guasto, della curva a vasca da bagno relativa all'affidabilità dei componenti. Se il periodo di burn-in è sufficientemente lungo (e, eventualmente, reso artificialmente stressante), si può ritenere in modo affidabile che, una volta completato, il sistema ad esso sottoposto sia quasi totalmente privo di ulteriori guasti iniziali.
La condizione più importante perché il burn-in sia efficace, è che il tasso di guasto segua una curva a vasca da bagno, ovvero, che ci siano un numero notevole di guasti iniziali, con un tasso di guasto in discesa dopo il periodo iniziale stesso.  Producendo stress in tutti i dispositivi per un certo lasso tempo, i dispositivi con il tasso di guasto più alto saranno i primi a guastarsi, e potranno essere eliminati dalla popolazione.  I dispositivi che sopravvivono allo stress applicato, avranno una posizione più avanzata nella curva a vasca da bagno (avranno un tasso di guasto più basso).
Pertanto, applicando il burn-in, i guasti del sistema nella fase iniziale dell'utilizzo possono essere evitati, al costo (compromesso) di un ridotto tempo di utilizzo, a causa della durata temporale del processo di burn-in stesso.
Quando l'equivalente dello stress, in termini di vita utile, è esteso alla parte crescente della curva di tasso di guasto a vasca da bagno, l'effetto del burn-in è la riduzione della vita utile del prodotto.  In una produzione stabile, non è facile determinare se vi sia una diminuzione del tasso di guasto.  Per determinare la distribuzione del tempo di guasto per una bassa percentuale della produzione, si dovrebbero distruggere un gran numero di dispositivi.
Perciò, quando possibile, è meglio eliminare la causa a monte dei guasti iniziali, rispetto all'eseguire un burn-in.  Per questo motivo, un processo che usa inizialmente un burn-in dovrebbe, alla fine, escluderlo, nel momento in cui le varie cause di guasto vengono man mano identificate ed eliminate.
Per i componenti elettronici, il burn-in è spesso condotto a temperatura elevata, e a volte a tensione elevata.  Questo processo può anche essere chiamato heat soaking.  I componenti potrebbero essere sotto una forma di test continuativo, o semplicemente verificati alla fine del periodo di burn-in.
C'è un altro uso del termine, da parte di alcuni audiofili, che lasciano i loro nuovi apparecchi audio accesi per molti giorni o settimane consecutivi, per fare in modo che i componenti raggiungano le migliori prestazioni.  Comunque, il dibattito è aperto, a proposito dei possibili benefici di questa modalità di utilizzo.

### Testi di carattere interdisciplinare
- S.B. Blanchard, Design and Manage to Life Cycle Cost, Forest Grove, Weber System, 1978.
- S.B. Blanchard, Logistics Engineering and Management, 4ª ed., Englewood Cliffs, New Jersey, Prentice-Hall, Inc., 1992.
- S.B. Blanchard, Maintainability: A Key to Effective Serviceability and Maintenance Management, New York, John Wiley & Sons Inc., 1995.
- E. Cescon, M. Sartor, La Failure Mode and Effect Analysis (FMEA), Milano, Il Sole 24 ore, 2010, ISBN 978-88-6345-130-6.
- R. Denney, Succeeding with Use Cases: Working Smart to Deliver Quality, Addison-Wesley Professional Publishing, 2005.
- C.E. Ebeling, An Introduction to Reliability and Maintainability Engineering, Boston, McGraw-Hill Companies, Inc., 1997.
- K.C. Kapur, L.R. Lamberson, Reliability in Engineering Design, New York, John Wiley & Sons, 1977.
- L. Leemis, Reliability: Probabilistic Models and Statistical Methods, Prentice-Hall, 1995, ISBN 0-13-720517-1.
- P. D. T. O'Connor, Practical Reliability Engineering, 4ª ed., New York, John Wiley & Sons, 2002.
- J.D. Patton, Maintanability and Maintenance Management, North Carolina, Instrument Society of America, Research Triangle Park, 1998.
- M. Broccoletti, Gli strumenti della Qualità, http://www.lulu.com, 2013.
- E. Grassani L'errore come causa di infortunio  2022  Editoriale Delfino Milano 2022, ISBN 978-88-31221-68-9

### Testi specifici per il campo dell'edilizia
- AA. VV., La qualità edilizia nel tempo, Milano, Hoepli, 2003.
- Bruno Daniotti, Durabilità e manutenzione in edilizia, Torino, UTET, 2012.
- Vittorio Manfron, Qualità e affidabilità in edilizia, Milano, Franco Angeli, 1995.
- UNI, UNI 11156-1, Valutazione della durabilità dei componenti edilizi. Terminologia e definizione dei parametri di valutazione, 2006.
- UNI, UNI 11156-2, Valutazione della durabilità dei componenti edilizi. Metodo per la propensione all’affidabilità, 2006.
- UNI, UNI 11156-3, Valutazione della durabilità dei componenti edilizi. Metodo per la valutazione della durata (vita utile), 2006.